# レディ・マエストロ
『レディ・マエストロ』（De Dirigent）は2018年のオランダの伝記映画。
監督はマリア・ペーテルス、出演はクリスタン・デ・ブラーンとベンジャミン・ウェインライトなど。
女性指揮者の先駆者であるアントニア・ブリコの半生を描いている。
日本では2019年9月20日から劇場公開した後、2020年4月3日に『レディ・マエストロ 〜アントニア・ブリコ〜』のタイトルでDVDが発売されている。

## ストーリー
1926年のニューヨーク。指揮者になる夢を持って劇場で働いているオランダ移民の女性ウィリー・ウォルターズは、オランダの指揮者ウィレム・メンゲルベルクの公演をどうしても目の前で観たいと、通路に椅子を置いて先頭に陣取る暴挙に出る。これに怒った劇場のスポンサーである御曹司フランク・トムセンはウィリーをクビにする。最悪の出会いをしたウィリーとフランクだったが、その後、何度かの偶然の再会を繰り返すうちに互いに惹かれ合うようになる。
指揮者でピアニストのゴールドスミスと出会ったウィリーは、彼からピアノの個人レッスンを受けつつ、ナイトクラブでピアノ弾きとして働くようになる。しかし、ウィリーがナイトクラブで働くことをよしとしない母親と口論となり、その流れで自分が実の娘ではなく、実の母親から「買われた」こと、そして出生名が「アントニア・ブリコ」であることを知る。
音楽学校の入試に合格し、改めてゴールドスミスの指導を受けることになったウィリーだったが、仲違いした母親から家を追い出されたため、ナイトクラブのベース弾きであるロビンの家に居候することになる。ところが、ゴールドスミスから受けたセクハラを激しく拒絶したことから、退学を余儀なくされる。これを機にウィリーは出生名である「アントニア・ブリコ」を名乗るようになる。そして、実の母親が既に亡くなっていたことを知ったアントニアは、恋人となったフランクの反対を押し切って、生まれ故郷のオランダに向かう。
1927年のアムステルダム。亡き実母アグネスの妹で、アグネスの墓を守っている尼僧シスター・ルイジアナと会うことができたアントニアは、自分が売られたのは一時的なものだったにもかかわらず、アントニアを取り戻そうと訴えたアグネスをウォルターズ夫妻が無視し、誘拐同然で幼いアントニアを連れてアメリカに移民したこと、アグネスはアントニアの行方を探しながら失意の中で亡くなったことを知らされる（これについて後にアントニアはウォルターズ夫妻に怒りを直接ぶつける）。
アムステルダムで再会したメンゲルベルクの紹介で、ベルリンの指揮者カール・ムックに師事することになったアントニアは、努力の末に音楽アカデミーの指揮科に入学することになる。フランクは彼女に会うためにベルリンまでやって来るが、結婚して家庭に入り、子供を産んで育ててほしいと願うフランクを受け入れることができず、アントニアはフランクに別れを告げる。その後も努力を続けるアントニアは、アメリカの「芸術を支援する女性」を名乗る正体不明の人物からの金銭的援助を受けることになる。
1929年のベルリン。アントニアに先んじてベルリン・フィル初の女性指揮者が誕生するが、その初公演が大失敗に終わるなど、アントニアは改めて女性指揮者に対する風当たりの強さを感じる。さらにフランクの婚約・結婚に激しく動揺して挫けそうになるが、ムックの支えにより、アントニアは初の公演を成功させ、その報道はニューヨークの養父の目にも入る。
1933年のニューヨーク。ヨーロッパでの成功を受け、フランクはアントニアを招聘する。しかし、アメリカでの実績のないアントニアに対して関係者の態度は冷ややかで、公演の実施は極めて困難な状態となる。そこでアントニアは女性の演奏者のみの交響楽団を作ることを思いつく。多くの女性演奏家が応募して来るが、そこに現れたベース奏者のロベルタはロビンだった。実はロビンは女性で、音楽家になるために男性の姿をしていたのである。そして、ベルリンでのアントニアに経済的援助をしていた「芸術を支援する女性」とはロビンその人だったのである。ロビンは楽団には加わらず、これまで通りに男性として生き、アントニアを支えていく。
女性交響楽団について、かつての師であるゴールドスミスはメディアを通じてアントニアを激しく貶め続け、フランクの母であるトムセン夫人はアントニアを本人の目の前で侮辱するだけでなく、新聞社に働きかけて公演の広告を目立たなくする嫌がらせをする。その一方でフランクは、かつて友人であるメンゲルベルクにアントニアを弟子に取らずにアメリカに帰らせるように依頼するなど、アントニアの才能を葬り去ろうとしたことへの謝罪の気持ちから、会場代を負担するだけでなく、時の大統領夫人エレノア・ルーズベルトの力添えを得られるように手配する。こうして事態は一変し、アントニアの公演に多くの観客が集まる。
公演が始まろうとする中、かつてのアントニアがしたように、フランクは通路に椅子を置いて先頭に陣取る。そして、ロビンや養父母らの見守る中、アントニアの公演が始まる。
エピローグで、ニューヨーク女性交響楽団が4年にわたって活動していたが、アントニアが男性の団員を入れ始めたことで世間の興味が薄れて解散したこと、アントニアが生涯を音楽に捧げ、名門楽団から指揮を依頼されたにもかかわらず、首席指揮者には一度もなれなかったこと、さらに2008年にグラモフォン誌が発表した世界トップ20の交響楽団の中に女性の首席指揮者を擁する楽団が1つもなかったこと、また2017年にグラモフォン誌が発表した世界トップ50の指揮者の中にも女性が1人もいなかったことが紹介される。

## キャスト
- アントニア・ブリコ（英語版）/ウィリー・ウォルターズ: クリスタン・デ・ブラーン（オランダ語版）
- フランク・トムセン: ベンジャミン・ウェインライト - 御曹司。
- ロビン・ジョーンズ: スコット・ターナー・スコフィールド（英語版） - ナイトクラブのベース弾き。
- マーク・ゴールドスミス: シェイマス・F・サージェント（ドイツ語版） - 指揮者でピアニスト。アントニアの師。
- ウィリーの母: アネット・マレァブ（オランダ語版）
- ウィリーの父: レイモント・ティリ（オランダ語版）
- ウィレム・メンゲルベルク: ハイス・ショールテン・ヴァン・アシャット（オランダ語版） - オランダの指揮者。
- カール・ムック: リヒャルト・サメル - ドイツの指揮者。アントニアの師。
- トムセン夫人: ショーン・トーマス（英語版） - フランクの母。アントニアに冷淡。
- トムセン氏: ティム・アハーン - フランクの父。
- ミス・デニース: マイケル・ワトソン＝グレイ - ナイトクラブの女装歌手。
- バーンズ: ジェームズ・ソボル・ケリー - 劇場のディレクター。
- コンサートマスター: ピーター・バシャム - アントニアに反発するが和解。

## 使用されている楽曲
- グスタフ・マーラー「交響曲第4番」[5]
- ジョージ・ガーシュウィン「ラプソディ・イン・ブルー」[6]
- イーゴリ・ストラヴィンスキー「火の鳥」[5]